# 鳥取県道286号菅沢日野線
鳥取県道286号菅沢日野線（とっとりけんどう286ごう すげざわひのせん）は、鳥取県日野郡日南町から日野郡日野町に至る一般県道である。

## 概要
日野郡日南町菅沢から日野郡日野町下菅に至る。

### 路線データ
- 起点：日野郡日南町菅沢（国道180号交点）
- 終点：日野郡日野町下菅（国道180号交点）

## 路線状況

### 重複区間
- 鳥取県道46号日野溝口線（日野郡日野町黒坂）

### 道路施設

#### 橋梁
- 下黒坂橋（日野川、日野郡日野町）

## 地理

### 通過する自治体
- 日野郡日南町
- 日野郡日野町

### 交差する道路
| 交差する道路                        | 市町村名 | 市町村名 | 交差する場所 | 交差する場所 |
| ----------------------------------- | -------- | -------- | ------------ | ------------ |
| 国道180号                           | 日野郡   | 日南町   | 菅沢         | 起点         |
| 鳥取県道46号日野溝口線 重複区間起点 | 日野郡   | 日野町   | 黒坂         |              |
| 鳥取県道46号日野溝口線 重複区間終点 | 日野郡   | 日野町   | 黒坂         |              |
| 国道180号                           | 日野郡   | 日野町   | 下菅         | 終点         |

### 交差する鉄道
- 伯備線

### 沿線
- 鳥取県立日野高等学校 黒坂施設
- JR西日本伯備線 黒坂駅
- 日野川